# Алфераки, Сергей Николаевич
Сергей Николаевич Алфераки (Sergei Nikolaevich Alphéraky; 1850—1918) — русский орнитолог и энтомолог, крупнейший специалист по бабочкам — лепидоптеролог. В честь него была названа дневная бабочка из семейства Белянок — Желтушка Алфераки.

## Биография
Отец — помещик и откупщик Николай Дмитриевич Алфераки (1815—1860).
Дед — Дмитрий Иванович Алфераки, участник русско-турецкой войны (1768—1774), получивший в награду землю под Таганрогом.
Бабушка — Мария Федоровна, урождённая Депальдо. Сестра Герасима Федоровича Депальдо (1788—1823), мецената, выделившего деньги на строительство Каменной лестницы в Таганроге.
Брат — Ахиллес Николаевич Алфераки, (1846—1919) — российский композитор и государственный деятель.
Сергей Алфераки учился в Московском университете (1867—1869), затем у известного немецкого энтомолога и коллекционера Отто Штаудингера в Дрездене (1871—1873). После возвращения в Россию изучал бабочек (Lepidoptera) на юге России (Таганрог, Ростов-на-Дону). Он также делал коллекции на Северном Кавказе. После этого полностью посвятил себя изучению насекомых, особенно бабочек (Lepidoptera) Центральной Азии. В 1879 году путешествовал в Среднюю Азию, Казахстан и Западный Китай, в некоторых частях Тянь-Шаня он стал первым визитером из Европы. Алфераки обнаружил 112 видов Rhopalocera, среди которых открыл много новых для науки видов: Colias ershoffii, Colias staudingeri, Coenonympha mongolica, Erebia kalmuka, Erebia sibo. Всего им собрано около 12 000 экземпляров бабочек; часть их вместе со всеми собранными позвоночными животными он оставил в Санкт-Петербурге в Зоологическом музее Академии наук. Все сборы бабочек С. Алфераки, хранящиеся сейчас в Зоологическом институте РАН, поступили туда как часть личной коллекции великого князя Николая Михайловича. Основная личная коллекция чешуекрылых С. Алфераки, возможно, пока не обнаружена, либо погибла.
Алфераки работал с бабочками, собранными Николаем Михайловичем Пржевальским во время его экспедиций по Тибету (1884—1885) и сохраняемых в Зоологическом музее Академии наук и с коллекциями, сделанными Григорием Николаевичем Потаниным в Китае и Монголии. Позже он исследовал коллекции, собранные Alfred Otto Herz в Приамурье, Корее, на Камчатке и коллекции Великого князя Николай Михайлович Романова, с которым он дружил со времени своего двухлетнего обучения в Московском университете. Был Почетным членом Русского энтомологического общества и Королевского энтомологического общества Лондона.

## Роды бабочек, описанные Алфераки
Сергей Николаевич Алфераки открыл и описал более 20 новых для науки родов бабочек (главным образом, это совки и пяденицы), в том числе:
- Anartomorpha Alphéraky 1892: 39 Noctuidae
- Asovia Alphéraky 1908: 604 Geometridae
- Astrapephora Alphéraky 1892: 457 Geometridae
- Atomophora Alphéraky 1892: 65, fig. Geometridae
- Atomorphora Alphéraky 1892: 65 Geometridae
- Bremeria Alphéraky 1892: 07 Zygaenidae
- Comophorus Alphéraky 1887: 168 Noctuidae
- Grumia Alphéraky 1892: 453 Noctuidae
- Heptapotamia Alphéraky 1882: 75 Noctuidae
- Hugonia Alphéraky 1883: 170 Noctuidae
- Kuldscha Alphéraky 1883: 206 Geometridae
- Megametopon Alphéraky 1892: 58, figs Geometridae
- Metopoplus Alphéraky 1893: 92 Noctuidae
- Microzegris Alphéraky 1913: 232 Pieridae
- Monostola Alphéraky 1892: 37 Noctuidae
- Neolythria Alphéraky 1892: 71, figs Geometridae
- Omorphina Alphéraky 1892: 452 Noctuidae
- Pseudohadena Alphéraky 1889: 163 Noctuidae
- Pulcheria Alphéraky 1887: 170 Noctuidae
- Raddea Alphéraky 1892: 450 Noctuidae
- Spinipalpa Alphéraky 1892: 444 Noctuidae
- Stigma Alphéraky 1883: 164 Geometridae
- Volgarctia Alphéraky 1908: 606 Arctiidae

## Виды бабочек (Insecta, Lepidoptera), названные в честь С. Н. Алфераки
- Agrotis alpherakii Christoph, 1893 (=Actebia difficilis (Erschoff, 1877)) (Noctuidae)
- Amphipyra alpherakii Staudinger, 1888) (Noctuidae)
- Amphipyra sergei Staudinger, 1888) (Noctuidae)
- Arctia intercalaris alpherakyi Staudinger, 1886 (Arctiidae)
- Atrachea alpherakyi Kononenko, 1986 (Noctuidae)
- Chalcosia alpherakyi Leech, 1898 (Zygaenidae)
- Colias alpherakyi Staudinger, 1882 (Pieridae)
- Cucullia alpherakyi Staudinger, 1896 (Noctuidae)
- Dasorgyia alpherakii Grum-Grshimailo, 1891 (Lymantriidae)
- Donacaula alpherakii Staudinger, 1874 (=Donacaula niloticus (Zeller, 1867)) (Crambidae)
- Dyspessa alpherakyi (Christoph, 1885) (Cossidae)
- Enterpia alpherakyi Hacker, 1996 (Noctuidae)
- Euthalia alpherakyi Oberthür, 1907 (Nymphalidae)
- Euzophera alpherakyella Ragonot, 1887 (Pyralidae)
- Hyponephele lycaon alpherakyi Sheljuzhko, 1937 (Satyridae)
- Karanasa alpherakyi (Avinoff, 1910) (Satyridae)
- Lycaena alpherakii (Grum-Grshimailo, 1888) (Lycaenidae)
- Lycaena alpherakii sergeii Lamas 2008 (Lycaenidae)
- Megaloctena alpherakyi (Leech 1900) (Noctuidae)
- Megasis alpherakii Ragonot, 1887 (Pyralidae)
- Nossa alpherakii (Herz, 1904) (Epicopeiidae)
- Papilio machaon alpherakyi O.Bang-Haas, 1933 (Papilionidae)
- Phalera alpherakyi Leech, 1898 (Notodontidae)
- Pieris mannii alpherakyi Jachontov, 1911 (Pieridae)
- Polyommatus alpherakii (Grum-Grshimailo 1888) (Lycaenidae)
- Psychidopsis alpherakii (Heylaerts, 1883) (Psychidae)
- Scotopteryx alpherakii (Erschoff, 1877) (Geometridae)
- Streblote alpherakyi (Christoph, 1885) (Lasiocampidae)
- Zygaena alpherakyi Sheljuzhko, 1936 (Zygaenidae)

## Виды других насекомых (Insecta), названные в честь С. Н. Алфераки
- Carabus alpherakii Semenow, 1898 (Insecta, Coleoptera, Carabidae)
- Prionus brachypterus alpherakii (Semenov 1900) (Insecta, Coleoptera, Cerambycidae)

## Подвиды позвоночных, названные в честь С. Н. Алфераки
- Phasianus torquatus alpherakyi Ingram, 1909 (Фазановые, Птицы)
- Phrynocephalus guttatus alpherakii Bedriaga, 1907 (Агамовые, Рептилии)
- Vormela peregusna alpherakyi Birula, 1910 (Куньи, Mamallia)
- Vulpes vulpes alpherakyi Satunin, 1906 (Псовые, Mamallia)

## Основные труды
- 1875-1878. Чешуекрылые (Lepidoptera) окрестностей Таганрога (The Butterflies (Lepidoptera) of the environs of Taganrog) Труды Русского энтомологического общества, 8: 150—226 (1875); 10: 35-53 (1876); 11: 45-50 (1878). DjVu
- 1876. Чешуекрылые Северного Кавказа.
- 1881—1883. Lépidoptères du district de Kouldjà et des montagnes environ-nantes. Horae Societatis Entomologicae Rossica, 16: 334—435, (1881); 17: 15-103 (1882),156-227 (1883).
- Lépidoptères rapportés du Thibet par le Général N.M. Przewalsky de son voyage de 1884—1885. Mémoires sur les Lépidoptères, 5: 59-80. Под редакцией великого князя Николая Михайловича Романова. 1889
- 1905. The Geese of Europe and Asia.London, Rowland Ward. 1905.24 plates by Frederick William Frohawk.
- 1908. Чешуекрылые окрестностей Таганрога (The Butterflies of the environs of Taganrog). Supplément III. Horae Societatis Entomologicae Rossica, 38:558-618 (на франц. и на русском языках).
- Альбом «Утки России»